# Svein Berge
Svein Berge (Tromsø, 17 febbraio 1976) è un cantante, tastierista e batterista norvegese, appartenente al gruppo musicale norvegese di genere downbeat dei Röyksopp.

## Carriera
Nel 1999 debutta con il gruppo Röyksopp, nel 2000 viene assoldato dalla Wall of Sound, e nel 2001 debutta con l'album Melody A. M., uno dei fenomeni discografici dell'anno.
Nel 2002 produce e co-produce varie tracce dell'album Melodica. Un anno dopo produce tracce per l'album d'esordio della cantante Anne Lilia Berge Strand.
Con il gruppo Royksopp ha partecipato al Glastonbury Festival e ha avuto una nomination agli MTV Europe Music Awards.